# Crnogorska vojska 1919. – 1921.
Nakon Božićne pobune koncem 1918. koju su poglavito izveli časnici oružnih snaga Kraljevine Crne Gore protiv priključenja njihove države Kraljevini Srbiji, tijekom veljače i ožujka 1919. godine u Italiji su počele nicati crnogorske vojarne u kojima su se koncentrirali izbjegli Crnogorci iz domovine, kao i časnici koji su još uvijek pristizali iz bivših austro-ugarskih logora. Njihov je broj bio u stalnom porastu a Vlada Crne Gore (orig. Ministarski savjet) u egzilu (sjedište također u Italiji), na čijem je čelu bio Jovan Plamenac a potom i general Milutin Vučinić (kao ministar vojni pa onda kao premijer), poduzela je diplomatske i financijske korake na njihovom organiziranju. Prva je crnogorska vojarna bila u Ferari te u okolici Rima (Kave), da bi koncentriranje bilo konačno obavljeno u Gaeti i Formiji nedaleko Napulja.

## Vojarne u Italiji
Do konca 1919. su bila oformljena tri pješačka bataljuna a sredinom 1920. i četvrti, kao i pridodate topničke i mitraljeske postrojbe. Broj Crnogoraca koji je prošao kroz vojarne u Italiji nije moguće precizno utvrditi jer se stalno odlazilo i dolazilo iz Crne Gore, kamo su ubacivane manje postrojbe radi vođenja oružnih borbi sa srpskom vojskom i žandarmerijom. Formacijski dio Crnogorske vojske u Italije bile su djelatne komitske postrojbe u Crnoj Gori.
Crnogorska vojska je u Italiji nosila talijanske vojne uniforme s crnogorskim vojničkim kapama i šapkama za časnike, te crnogorskim vojnim oznakama. Živjelo se po propisnoj voijnoj disciplini, primane su plaće, održavane vježbe i manevri. Pješaštvo je bilo stacionirano u vojarnama Gaeta i Formia a topništvo u utvrdi Fonta D'Amore. Pripadnici Crnogorske vojske u Italiji su bili u iščekivanju konačne odluke o desantiranju Crne Gore do koje nikada nije došlo. Talijanske su se vlasti Kraljevini SHS potpisivanjem Rapalskog ugovora u studenom 1920. obvezale da će rasturiti crnogorske vojarne, što se i desilo do početka 1922. godine.
Borba Crnogorske vojske protiv prisajedinjenja njihove domovine Srbiji vodila se pod parolom Za Pravo, Čast i Slobodu Crne Gore.
Pod tom je parolom podijeljeno i 2.000 odličja Spomenica Božićnog ustanka. Tijekom 1922. većina se Crnogoraca, nakon opće amnestije, vratila u domovinu. Oružani ustanak crnogorskog naroda trajao je, promljenjljivim intezitetom, do 8. ožujka 1929. kada su u selu Ravni (Manastir Morača, Kolašin) ubijeni posljednji crnogorski komiti braća Radoš i Drago Bulatović.

## Zapovjedni lanac
Načelnici Stožera Crnogorske vojske 1919. – 1922.
- Brigadir Andrija Raičević (travanj 1919. - rujan 1920.)
- Brigadir Đuro Jovović (rujan 1920. -  kolovoz 1921.)
- Brigadir Krsto Popović (kolovoz 1921. - siječanj 1922.)

Kolovoza 1920. bilo je u Italiji ukupno 1.532 (prosinca iste godine 1.559) uniformiranih i naoružanih crnogorskih vojnika (prema Rastoder “Crna Gora u egzilu 1918-1925”,I, str. 117). Prema dokumentiranom stanju (Rastoder, isto, str. 120) iz kolovoza 1920. zapovjedni je lanac Crnogorske vojske u Italiji (činovi navedeni izvorno na crnogorskom) izgledao ovako:
Glavni stožer Crnogorske vojske, načelnik brigadir Andrija Raičević, Alaj-barjaktar major Marko Popović, zapovjednik Narodne garde (vojna policija) major Dušan Vuković, ađutant major Ibro Bulatović, ordonans časnici: poručnik Svetozar Plamenac, poručnik Veljko Petrović, poručnik Pero Đukanović, potporučnik Andrija Vučinić, potporučnik Dušan Krivokapić
Sastav Stožera:
- Načelnik opće-vojnog odjeljenja major Božo Marković, Načelnik operativnog odjeljenja stožera major Krsto Popović, Načelnik artijerije i svih ubojnih sredstava major Milan Kraljević (pomoćnik kapetan Filip Živanović), Načelnik vojno-sudskog odjeljenja major Mihailo Plamenac, Načelnik prometa major Krsto Martinović (pomoćnici: za brzojav i poštu kapetan Marko Kusovac, za inženjeriju kapetan Šaleta Ivanović), Načelnik promidžbe rezervni časnik Novica Radović, Načelnik press-biroa r. časnik Savo Petrović (pomoćnik r.časnik Labud Tatar), Glavni skrbnik r.časnik Stanko Marković (pomoćnici r.časnik Marko Matanović, r.časnik Luka Pekić, glavni tajnik r.časnik Milo Lekić), Načelnik Administrativnoga odjeljenja r.časnik Dragutin Radović (pomoćnici r.časnik Savo Nikač i r.časnik Lazo Leković), kapelan pop Ilija Kapičić.
- Prvi bataljun, zapovjednik major Pero Vuković, barjaktar kapetan Ivan Plamenac
- 1.pješačka četa, zapovjednik major Stevo Vučinić
- 2.pješačka četa. zapovjednik major Risto Hajduković
- 3.pješačka četa, zapovjednik major Radovan Savović
- 4.topnička baterija, zapovjednik major Blažo Marićević
- Drugi bataljun, zapovjednik major Blagota Martinović, barjaktar major Milo Pavlović, ađutant poručnik Stevan Đurišić
- 1.pješačka četa, zapovjednik major Jovan Vuković
- 2.pješačka četa, zapovjednik major Andrija Dragutinović
- 3.pješačka četa, zapovjednik Mihailo Bulatović
- 4.mitraljeska četa, zapovjednik major Niko Kašćelan
- 5.mitraljeska četa, zapovjednik major Blažo Vukašinović
- Treći bataljun, zapovjednik major Stevan Pavlović, barjaktar kapetan Boško Golubović, ađutant potporučnik Pavle Drecun
- 1.pješačka četa, zapovjednik major Đukan Vukmanović
- 2.pješačka leta, zapovjednik major Dušan Vuković
- 3.pješačka četa, zapovjednik major Luka Jovanović
- 4.topnička baterija, zapovjednik major Milo Petranović
- 5.mitraljeska četa, zapovjednik major Tomaš Grujović
- Četvrti bataljun, zapovjednik major Vlado Zimonjić, barjaktar kapetan Mirko Tepavčević, ađutant poručnik Krsto Nikaljević
- 1.pješačka četa, zapovjednik major Danilo Radović
- 2.pješačka četa, zapovjednik potporučnik Mihailo Boljanović
- 3.pješačka četa, zapovjednik major Joko Popović
- 4.topnička baterija, zapovjednik Filip Živanović
- 5.mitraljeska četa, zapovjednik kapetan Novica Abramović

Na raspolaganju Glavnom stožeru Crnogorske vojske kolovoza 1920. bili su časnici: major Petar Gvozdenović, major Simo Čukić, major Petar M. Lekić, major Milo Martinović, major Petar V. Lekić, major Vojin Lazović, major Đuro Ivović, major Stevo Pavlović, major Joko Martinović.

## Crnogorska vojska u domovini
Prosinca 1919. prema srpskim policijskim izvješćima u crnogorskim planinama je djelovalo ukupno 1.796 crnogorskih ustanika i to:  srez cetinjski 320, barski 400, kolašinski 400, nikšićki 100 i andrijevački srez 576 ustanika.
Važniji zapovjednici komitskih postrojbi Crnogorske vojske u Crnoj Gori:
- Brigadir Marko Vučeraković, djelatno područje duž obala Skadarskoga jezera, zadužen za ilegalno prebacivanje crnogorskih postrojbi iz albanskih luka za Crnu Goru i obratno, umro 1930-ih u Belgiji;
- Brigadir i vojvoda Ivan Bulatović, vođa pobune crnogorskog plemena Rovca 1919. i 1920. godine, umro 1943. na Cetinju;
- Major i vojvoda Savo Raspopović, djelatno područje širom Crne Gore, ubili ga srpski žandarmi 28. prosinca 1923. u Šćepan Dolu kod Nikšića;
- Major i vojvoda Milutin Bašović, s nadimkom Mujo, operirao širom Crne Gore, ubijen s majorom Raspopovićem 28. prosinca 1923. kod Nikšića;
- Vojvoda Todor Dulović, djelatna područja u kolašinskoj, bijelopojskoj i andrijevačkoj općini, ucijenjen od srpskih vlasti na 20.000 dinara, ubijen u selu Prisoji (Andrijevica) u oružnom sukobu u noći 14. na 15. travanj 1923. godine;
- Major Dušan Vuković, operirao u okolici Cetinja, Nikšića, Podgorice, ubijen 18. veljače 1946. od strane OZNA;
- Major Pero Vuković, zapovjednik 1. bataljuna u Gaeti, operirao u Rovcima, u Morači, Piperima i okolici Nikšića, ostao bez noge, umro 1955. godine;
- Vojvoda Tomo Kršikapa, operirao u Uskocima, oko Nikšića, te duž obala rijeke Tare, datum smrti nepoznat.

## Vanjske poveznice
- Božićni ustanak i životopisi nekih crnogoskih boraca Za Slobodu, Pravo i Čast